# Alfred Marshall
Alfred Marshall (Londra, 26 luglio 1842 – Cambridge, 13 luglio 1924) è stato un economista inglese, uno dei più influenti del suo tempo.

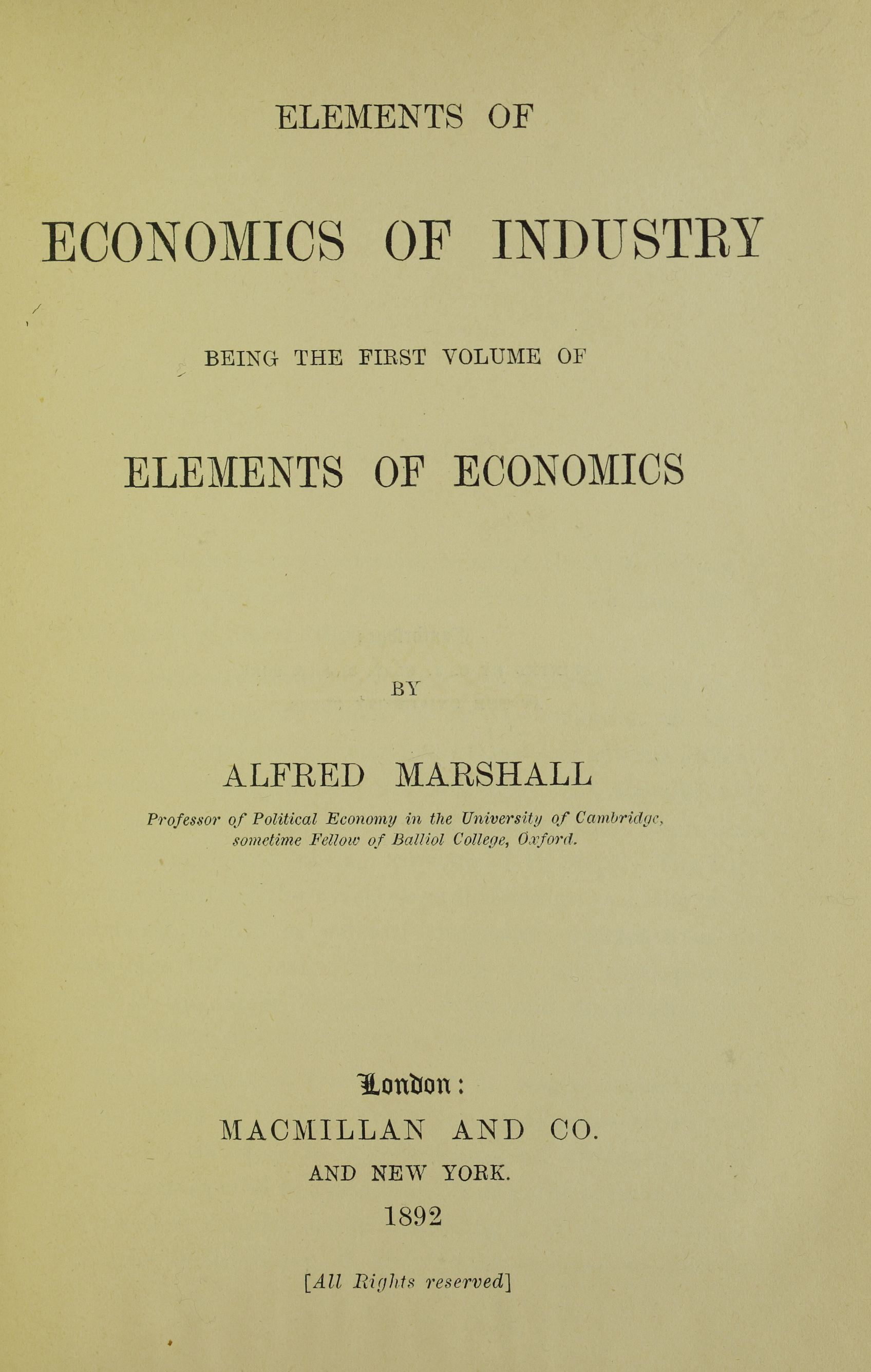
Elements of economics of industry, 1892

Nel suo libro più famoso, Principi di economia (1890) – base dell'economia politica neoclassica a lungo rimasto in Inghilterra il testo di riferimento per l'economia – Marshall mette a sistema in maniera coerente i concetti di domanda e offerta, utilità marginale e costo della produzione. 
Nel corso della sua vita insegnò economia all'Università di Oxford e successivamente in quella di Cambridge. Tra le sue opere più importanti anche il testo Industria e commercio (1919).

## Biografia
Cresciuto nel sobborgo londinese di Clapham, Marshall si laureò in matematica all'Università di Cambridge. Quantunque il suo intento iniziale fosse quello di intraprendere la carriera ecclesiastica, come da espresso desiderio del padre, i successi conseguiti all'Università di Cambridge lo portarono a proseguire la carriera accademica divenendo nel 1868 professore di politica economica. Marshall desiderava migliorare le basi matematiche dell'economia rendendo la stessa una scienza rigorosa. Nel decennio del 1870 Marshall scrisse alcuni trattati sul commercio internazionale ed i problemi del protezionismo; nel 1879 buona parte di tali lavori fu assemblata in un unico testo intitolato Teoria pura del commercio estero: teoria pura del valore nazionale (The Pure Theory of Foreign Trade: The Pure Theory of Domestic Values) e, sempre nello stesso anno, Marshall pubblicò, insieme alla moglie Mary Paley Marshall, il testo Economia industriale (The Economics of Industry).
Sebbene Marshall volesse portare la scienza economica ad un più alto rigore matematico, non voleva però che la matematica eclissasse l'economia rendendola non fruibile per il profano: pertanto Marshall adattò il testo dei propri scritti in modo che potesse essere compreso anche dai profani e espose le notazioni matematiche delle proprie teorie nelle note e nelle appendici di tali scritti.
Marshall, che ne era stato professore di politica economica a Cambridge, sposò Mary Paley nel 1877. Tale fatto lo costrinse, in ossequio alle regole universitarie relative al celibato, a lasciare la propria posizione. Divenuto preside presso lo University College di Bristol continuò le lezioni e le conferenze di politica economica.
Avendo revisionato il proprio Economia industriale lo pubblicò in forma di vademecum economico: sebbene semplificato nella forma del testo lo stesso si basava su complesse basi teoriche. Marshall acquisì buona fama proprio grazie a tale testo e, a seguito della scomparsa di William Jevons nel 1881, divenne il più importante economista britannico del tempo della scuola scientifica.
Marshall tornò a Cambridge per assumere la cattedra di politica economica all'università di Cambridge nel 1884 a seguito della morte di Henry Fawcett. A Cambridge si impegnò per la creazione di un nuovo corso di laurea in scienze economiche, ma lo ottenne soltanto nel 1903. Sino ad allora l'economia era insegnata alla facoltà di storia e scienze morali che non riusciva a formare il tipo di studente energico e specializzato da lui desiderato.
Marshall iniziò la sua opera fondamentale, i "Principi di Economia", nel 1881 e spese la maggior parte del decennio successivo lavorando al trattato. Il suo progetto si estese gradualmente a una compilazione in due volumi dell'intero pensiero economico; il primo volume fu pubblicato nel 1890 e riscosse unanime plauso in tutto il mondo acclamandolo come uno dei più importanti economisti della sua epoca. Il secondo volume, al quale lavorò nei due decenni seguenti, trattava del commercio estero, della moneta, delle oscillazioni negli scambi commerciali, della tassazione e del collettivismo, ma non fu mai pubblicato: la sua inflessibile attenzione ai dettagli e l'ambizione di completezza gli impedirono di dominare la lunghezza dell'opera. Come questo anche molti altri scritti minori che aveva iniziato nel 1890 - per esempio un memorandum sulla politica del commercio per il cancelliere dello scacchiere - rimasero incompleti per le stesse ragioni.
I suoi problemi di salute erano gradualmente peggiorati dal 1880 e, nel 1908, lasciò l'università. Sperò di continuare il lavoro dei suoi "Principi" ma la sua salute continuò a deteriorarsi e il progetto continuò a crescere ad ogni ulteriore indagine. Lo scoppio della prima guerra mondiale, nel 1914, lo incoraggiò a rivedere i suoi studi sull'economia internazionale e nel 1919, all'età di 77 anni, pubblicò "Industria e Commercio". Quest'opera era un trattato più empirico dei "Principi", in gran parte teorici e per questa ragione non ottenne l'unanime consenso degli economisti teorici. Nel 1923 pubblicò "Moneta, Credito e Commercio", un'ampia combinazione di precedenti idee economiche, pubblicate ed inedite.
Gli allievi di Marshall a Cambridge, tra i quali John Maynard Keynes e Arthur Cecil Pigou, divennero figure di spicco della scienza economica: il suo maggior contributo fu proprio quello di rendere quella dell'economista una professione rispettata, accademica e basata sul metodo scientifico.
Marshall morì nella propria casa, Balliol Croft, a Cambridge, il 13 luglio 1924 ad ottantun anni. Il corpo è tumulato nel cimitero Ascension Parish Burial Ground, sempre a Cambridge.

## Contributi teorici
Marshall è considerato tra gli economisti più influenti della propria epoca e le sue idee hanno condizionato il pensiero economico prevalente per i successivi cinquant'anni. Sebbene il suo pensiero sia stato visto come un'estensione ed un raffinamento del lavoro di Adam Smith, Ricardo, Malthus e Stuart Mill, Marshall spostò l'oggetto degli studi economici dal focus classico sull'economia di mercato, rendendoli invece popolari come studi sul comportamento umano.
Marshall tese a minimizzare i contributi di altri economisti, come quelli di Léon Walras, Vilfredo Pareto e Jules Dupuit, relativi al suo lavoro e solo a malincuore riconobbe l'influenza di William Jevons stesso.
L'influenza di Marshall nella teorizzazione del pensiero economico è innegabile: rese popolare l'utilizzo delle funzioni di domanda e offerta come strumenti per la determinazione del prezzo, giocò un ruolo importante nella "rivoluzione marginalista"; un altro dei suoi contributi fu l'idea che i consumatori tendano a eguagliare i prezzi alla loro utilità marginale e la stessa nozione di elasticità della domanda rispetto al prezzo veniva presentata da Marshall come estensione di tali concetti. Ulteriore contributo di Marshall fu la suddivisione del benessere economico tra surplus del produttore e surplus del consumatore; egli usò poi l'idea di surplus per analizzare in maniera rigorosa gli effetti delle modifiche del livello dei prezzi e della pressione fiscale sul benessere del mercato.
William Smart fu influenzato da Marshall.

## Opere principali
- Alfred Marshall, Mary Paley Marshall, The Economics of Industry, London, Macmillan and Co., 1879.[2]
- Alfred Marshall, The Pure Theory of Foreign Trade, 1879.[3]
- Alfred Marshall, The Pure Theory of Domestic Values, 1879.[4]
- Alfred Marshall, Principles of Economics, London, Macmillan, 1890.[5]
- (EN) Alfred Marshall, Elements of economics of industry, London, Macmillan, 1892. URL consultato il 22 giugno 2015.

- (EN) Alfred Marshall, Industry and trade, London, Macmillan, 1919. URL consultato il 22 giugno 2015.
- Alfred Marshall, Money, Credit and Commerce, 1923.